# Cerro Armazones
El Cerro Armazones és una muntanya situada a la Sierra Vicuña Mackenna de la  Serralada de la Costa, aproximadament a 130 km al sud-est de la ciutat d'Antofagasta, a la regió d'Antofagasta, Xile. Té una alçada de 3.046 metres, i està ubicat en una zona privilegiada per a l'astronomia òptica i en infraroig, ja que compta amb gairebé 350 nits clares a l'any.
Al cim s'hi troba l'observatori astronòmic Cerro Armazones, de la Universitat Catòlica del Nord i la Universitat de Bochum, que compta amb tres telescopis d'1,5 m, 84 cm i 41 cm de diàmetre.
A més, l'Observatori Europeu Austral (ESO) té planejat instal·lar al turó Armazones el Telescopi Europeu Extremadament Gran, a uns 20 quilòmetres a l'est de cerro Paranal, on s'aixeca el Very Large Telescope de l'ESO. La construcció va començar el juny de 2014.